# Drentse Volksmarathon
De Drentse Volksmarathon is een hardloopwedstrijd over 42,195 km  die tussen 1980 en 2001 jaarlijks in Noordscheschut werd gehouden.

## Parcoursrecords
- Mannen: 2:26.52 - Gerard Hol  Nederland (1996)
- Vrouwen: 3:05.39 - Liesbeth Freriksen  Nederland (1994)

## Winnaars
| Jaar            | Snelste man               | Land      | Tijd    | Snelste vrouw        | Land      | Tijd    |
| --------------- | ------------------------- | --------- | ------- | -------------------- | --------- | ------- |
| 7 juli 2001     | Jacob Vos                 | Nederland | 2:42.45 | Sabine Parker        | Duitsland | 3:47.54 |
| 1 juli 2000     | Gregorz Budak             | Polen     | 2:38.54 | Priscilla Vis        | Nederland | 3:31.53 |
| 3 juli 1999     | G Wieslaw                 | Polen     | 2:31.27 | Maria Weenink        | Nederland | 3:29.37 |
| 4 juli 1998     | Marcel van Luytgaarden    | Nederland | 2:36.41 | Onbekend             |           |         |
| 5 juli 1997     | Gerard Hol                | Nederland | 2:27.55 | De Groot             | Nederland | 3:37.28 |
| 5 juli 1996     | Gerard Hol                | Nederland | 2:26.52 | Brigit Landewee      | Nederland | 3:32.33 |
| 1 juli 1995     | Geert van Overbeeke       | België    | 2:29.31 | Hanneke van der Kaap | Nederland | 3:58.14 |
| 2 juli 1994     | Gerard Hol                | Nederland | 2:29.09 | Liesbeth Freriksen   | Nederland | 3:05.39 |
| 3 juli 1993     | Michel van de Luytgaarden | Nederland | 2:36.59 | Elise Elbert         | Nederland | 3:08.52 |
| 4 juli 1992     | Gerard Hol                | Nederland | 2:29.07 | M Staps-Verschuuren  | Nederland | 3:38.56 |
| 6 juli 1991     | H Janssen                 | Nederland | 2:44.15 | Liesbeth Freriksen   | Nederland | 3:07.54 |
| 7 juli 1990     | Harry Uithetbroek         | Nederland | 2:28.48 | A Sommer             | Duitsland | 3:45.34 |
| 5 augustus 1989 | Reinoud van Gastel        | Nederland | 2:34.53 | Jannie van de Waals  | Nederland | 3:25.22 |
| 6 augustus 1988 | Be Hoving                 | Nederland | 2:35.57 | Onbekend             |           |         |
| 1 augustus 1987 | J Kortekass               | Nederland | 2:34.52 | Netty Saive          | Nederland | 3:22.11 |
| 2 augustus 1986 | Scherpenberg              | Nederland | 2:36.03 | A Sommer             | Duitsland | 3:40.22 |
| 3 augustus 1985 | H Frenze                  | Duitsland | 2:34.00 | Joke Streefkerk      | Nederland | 3:14.15 |
| 4 augustus 1984 | Richard Vollenbroek       | Nederland | 2:27.47 | Onbekend             |           |         |
| 6 augustus 1983 | Rob Strik                 | Nederland | 2:27.12 | Tine Bronswijk       | Nederland | 3:25.28 |
| 7 augustus 1982 | Onbekend                  |           |         | Onbekend             |           |         |
| 1981            | Onbekend                  |           |         | Onbekend             |           |         |
| 2 augustus 1980 | Onbekend                  |           |         | Onbekend             |           |         |

Actief:
Amsterdam ·
Burgh-Haamstede ·
Eindhoven ·
Enschede ·
Etten-Leur ·
Hilvarenbeek ·
Hoorn ·
Leiden ·
Oosterbierum ·
Rotterdam ·
Spijkenisse ·
Terneuzen ·
Terschelling ·
Utrecht ·
Zaltbommel

Niet meer actief:
Apeldoorn ·
Den Haag ·
Den Haag (strand) ·
Groningen Stad Marathon ·
Hoofddorp ·
Klazienaveen ·
Leeuwarden ·
Maassluis ·
Meerssen ·
Noordseschut ·
Scheveningen-Zandvoort ·
Schoorl ·